# Agustín Muñoz Grandes
Agustín Muñoz Grandes (Carabanchel Bajo, 27 de gener de 1896 – Madrid, 11 de juliol de 1970) fou un militar i polític espanyol, vicepresident del Govern i ministre espanyol amb Franco diverses vegades i comandant en grau de general de la Divisió Blava entre 1941 i 1943. Pare del també militar Agustín Muñoz-Grandes Galilea.

## Joventut
Neix al aleshores poble madrileny de Carabanchel. És fill d'una família humil. Després de cursar estudis de batxillerat, amb 14 anys va ingressar a l'Acadèmia d'Infanteria de Toledo. Després de la Guerra del Marroc, on va destacar organitzant cossos indígenes al servei de l'Exèrcit espanyol, va passar a la península on va ser l'encarregat de l'organització del cos de Guàrdies d'Assalt.

## Guerra Civil
L'esclat de la Guerra Civil Espanyola va sorprendre Muñoz Grandes a Madrid. Va aconseguir arribar a la zona controlada pels colpistes del 18 de juliol, després de passar per un hospital i una delegació diplomàtica estrangera.
Una vegada arribat a la zona "nacional" es va incorporar a la IV Brigada de Navarra on va participar en la conquesta de la zona nord, amb el grau de tinent coronel. Un cop liquidat aquest front va passar, ja com a coronel i més tard com a general, al front d'Aragó, al capdavant d'una divisió del cos de l'exèrcit marroquí i del cos d'Urgell. Amb aquest darrer cos va participar en l'ofensiva de Catalunya, iniciada pels volts del Nadal de 1938. Va arribar als Pirineus, on es va quedar fins a la finalització de la guerra, el primer dia d'abril de 1939. Una de les anècdotes que s'expliquen de la campanya de Muñoz Grandes al Pirineu català, es va donar quan va arribar a la frontera amb Andorra i la policia fronterera d'aquest país va sortir de les seves oficines a saludar-lo.

## Ministre del Govern el 1939
Va ser nomenat ministre secretari general del Movimiento Nacional, el 9 d'agost de 1939. Va cessar en aquest càrrec uns mesos més tard per a desenvolupar la tasca de governador militar del Camp de Gibraltar.

## La Divisió Blava
El mes de juliol de 1941 va ser nomenat comandant en cap de la divisió espanyola de voluntaris, més coneguda com a División Azul. Aquesta divisió, formada bàsicament per falangistes, va ser la número 250 de la Wehrmacht o Exèrcit alemany, sota el comandament directe d'Adolf Hitler. Abans de tornar cap a Espanya, les darreres setmanes de l'any 1942, Hitler va condecorar Muñoz Grandes amb les Fulles de Roure per a la seva Creu de Cavaller de la Creu de Ferro, S'ha especulat que aquesta distinció li va ser atorgada, a part dels mèrits militars, per motius polítics. Segons aquestes veus, Hitler, després de quedar decebut en veure com Franco no entrava a la guerra al costat de l'Eix i perdre la confiança en Serrano Suñer, va promoure militarment i políticament Muñoz Grandes, amb la intenció que en tornar a Espanya, pogués fer ombra al "Generalísimo".

## A l'ombra de Franco
A l'any següent, ja de tornada a l'Estat, el "Caudillo" el va nomenar cap de la seva casa militar. Aquest fet va ser interpretat per alguns com un ascens, ja que en temps de la dictadura, treballar a prop del cap de l'Estat era vist com una promoció. Altres en canvi van entendre aquesta promoció com un intent d'apartar Muñoz Grandes del comandament directe sobre militars.
L'any 1945 va ser nomenat capità general de la I Regió Militar. El 1951 va ser nomenat ministre de l'Exèrcit i sis anys més tard va ser ascendit a capità general, màxima categoria dins de l'Exèrcit espanyol. L'any 1962 va ser el primer vicepresident del govern franquista. El seu successor seria Carrero Blanco.